# 普罗夫迪夫
普罗夫迪夫（發音：[ˈpɫɔvdif]）是保加利亚第二大城市和普罗夫迪夫州的首府，人口376,918人，以古老、多样的文化和六千年以上的历史而闻名，也是歐洲已知之最古老的城市。历史上，普罗夫迪夫还是古代色雷斯地区最大和最重要的城市。

## 地理和交通
普罗夫迪夫位于上色雷斯低地的马里查河两岸。保加利亚整个国家大部分地区都非常平坦，但普罗夫迪夫却以拥有七座山而闻名，其中一座在十九世纪初被毁坏。
有多条重要的道路在普罗夫迪夫交汇，其中一条经过埃迪尔内连接索菲亚与伊斯坦布尔，还有一条经过旧扎戈拉连接索菲亚与布尔加斯。普罗夫迪夫被认为是罗多彼山脉的门户，大多数前往那里的人都会选择这里作为出发点。

## 历史
普罗夫迪夫是欧洲最古老的城市之一，有超過六千年的歷史，比罗马、雅典和君士坦丁堡的年代还要久远。此地最早的人类痕迹可以追溯到迈锡尼文明时代。
公元前342年，普罗夫迪夫被亚历山大大帝的父亲腓力二世征服，并按照其个人的喜好改名为“菲利普波利斯”（Philippopolis）。随后，它从希腊独立，直到再次被归并入罗马帝国。在罗马帝国时期，普罗夫迪夫被称为“Trimontium”并成为色雷斯省的首府。Trimontium是罗马帝国重要的道路交汇处，巴尔干半岛最大的军事通道就经过此地。罗马帝国时期是普罗夫迪夫历史上最为辉煌的时刻，修建了大量公共建筑、教堂、公共浴室和剧院等。如今，在这里仍然可以看到大量罗马时代建筑的遗址。
6世纪中叶，斯拉夫人移民到该地区。815年，普罗夫迪夫第一次成为了保加利亚的一部分。在随后的几个世纪中，普罗夫迪夫在保加利亚人与拜占庭人之间几易其手，直到1364年被奥斯曼帝国占领。15世纪，“普罗夫迪夫”第一次出现，这个叫法来源于该城的古代名称“Pulpudeva”。
在奥斯曼帝国的统治下，普罗夫迪夫成为保加利亚人民族运动在东鲁米利亚地区的中心。在1878年普罗夫迪夫战役中，普罗夫迪夫被从奥斯曼统治下解放出来，并成为新成立的保加利亚公国的一部分。作为半独立的东鲁米利亚地区的首府，普罗夫迪夫大约有人口33,500人，其中保加利亚人占45%、希腊人占25%、土耳其人占21%、犹太人占6%、亚美尼亚人占3%。1885年，东鲁米利亚在保加利亚统一的潮流中最终加入了保加利亚。
在第二次世界大战结束后的共产党统治期间，普罗夫迪夫是保加利亚民主运动的中心之一。
普罗夫迪夫曾于1981年、1985年和1991年三次举办过世界博览会。

## 经济
普罗夫迪夫是重要的色雷斯农业区的中心，食品加工是当地最重要的工业产业。该城还生产机器、纺织品和化学制品。
普罗夫迪夫国际展览会始于1892年，是保加利亚和南欧最大的展览。

## 名人
- 斯泰芙卡·科斯塔迪诺娃：女子跳高世界纪录保持者
- 赫里斯托·斯托伊奇科夫：足球运动员

## 友好城市
- 意大利罗马
- 土耳其布尔萨
- 捷克布尔诺
- 委内瑞拉巴伦西亚
- 土耳其伊斯坦布尔
- 美国哥伦比亚 (南卡罗来纳州)
- 德国莱比锡
- 北马其顿奥赫里德
- 北马其顿库马诺沃
- 韩国大邱
- 格鲁吉亚库塔伊西
- 斯洛伐克科希策
- 日本岡山市
- 亚美尼亚久姆里
- 俄罗斯圣彼得堡
- 中华人民共和国洛阳
- 波兰波兹南
- 希腊塞萨洛尼基
- 约旦佩特拉